# Martres-sur-Morge
Martres-sur-Morge är en kommun i departementet Puy-de-Dôme i regionen Auvergne-Rhône-Alpes i centrala Frankrike. Kommunen ligger i kantonen Ennezat som tillhör arrondissementet Riom. År 2022 hade Martres-sur-Morge 732 invånare.

## Befolkningsutveckling
Antalet invånare i kommunen Martres-sur-Morge
| Referens: INSEE |